# Secchio

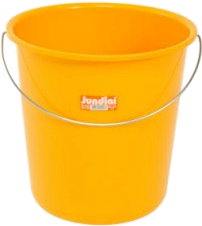
Secchio giallo in plastica

Un secchio è un contenitore cilindrico o, più frequentemente, a forma di cono tronco con un'apertura in alto e un fondo piatto, di solito attaccato a un manico semicircolare.
I secchi sono stati usati fin dall'antichità, soprattutto per trasportare acqua da una sorgente o da un pozzo verso recipienti permanenti come i barili. I secchi possono essere usati anche per trasportare vernici, sabbia e alimenti. Nelle fattorie sono utilizzati per dare da mangiare a cavalli e mucche e per raccogliere frutta come le mele. Nella pesca vengono utilizzati per reperire acqua di mare o mantenervi il pesce vivo.
Un tempo costruito principalmente in legno, poi vi sono stati costruiti anche in metallo, rame o lamiera stagnata,  nonché in epoca moderna sono in commercio principalmente in plastica. Esistono secchi piegabili fatti con tela cerata per dare acqua e cibo ai cavalli mentre si è in viaggio.

## Riferimenti letterari e storici
Il secchio è al centro del poema eroicomico in ottava rima La secchia rapita di Alessandro Tassoni (secolo XVII). Il Tassoni fa riferimento alla trecentesca Guerra della secchia rapita tra Modena e Bologna.

## Modi di dire
L'espressione "buona notte al secchio" significa che qualcosa è irrecuperabile. Deriva dal fatto che spesso capitava che si spezzasse la corda utilizzata per far calare un secchio nel pozzo. Il secchio andava così irrimediabilmente perduto.

## Galleria d'immagini

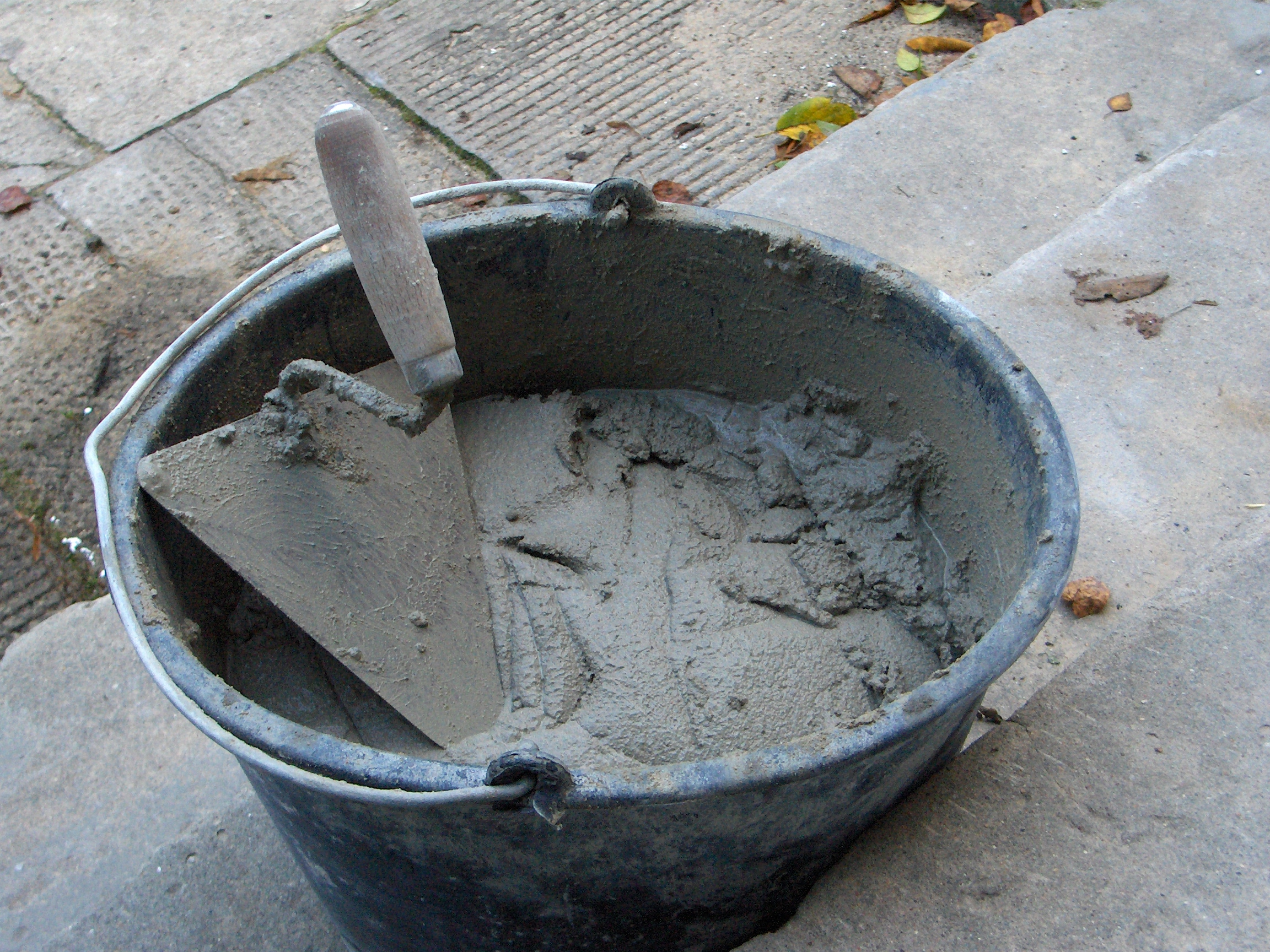
da muratore
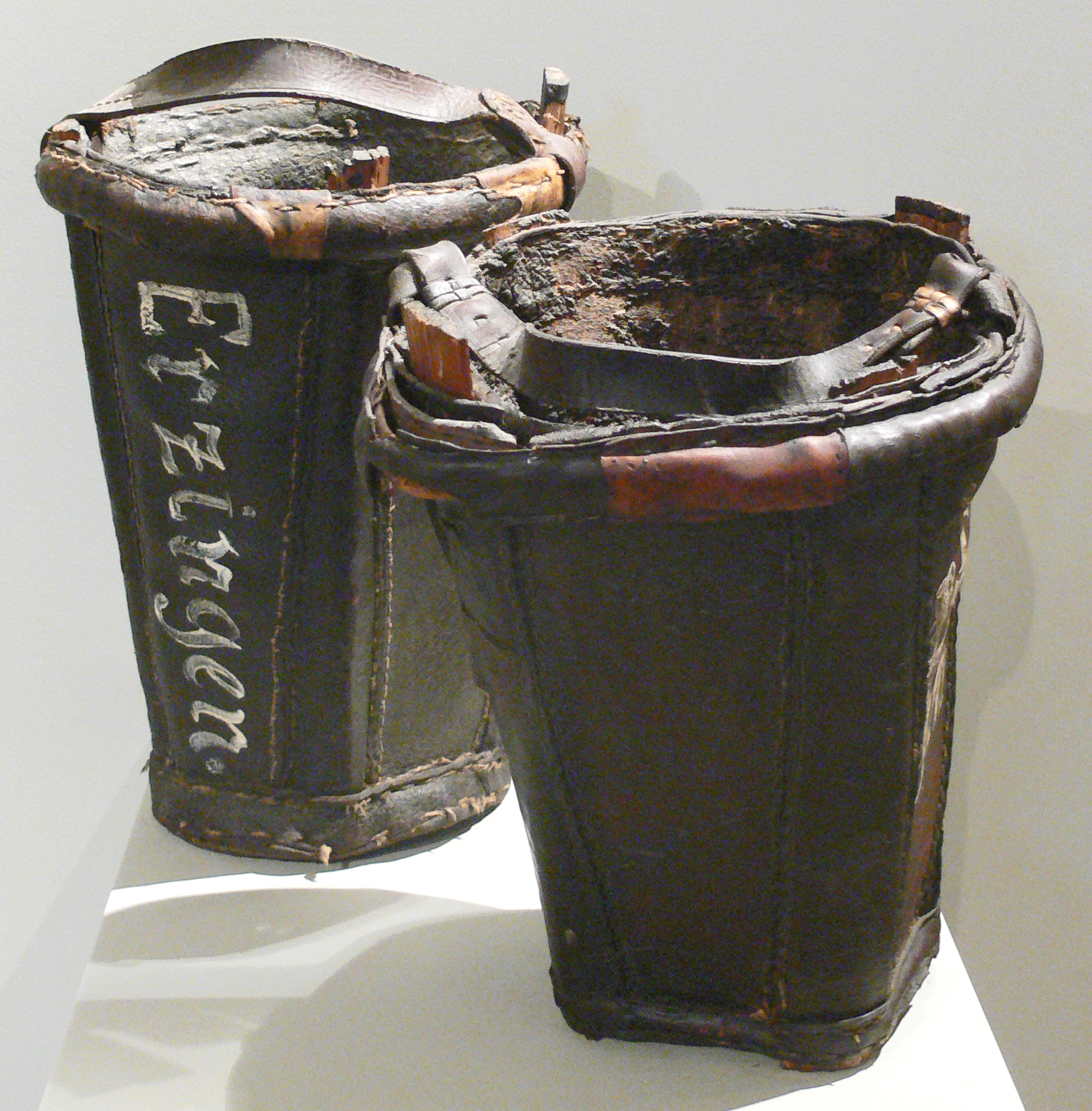
di cuoio
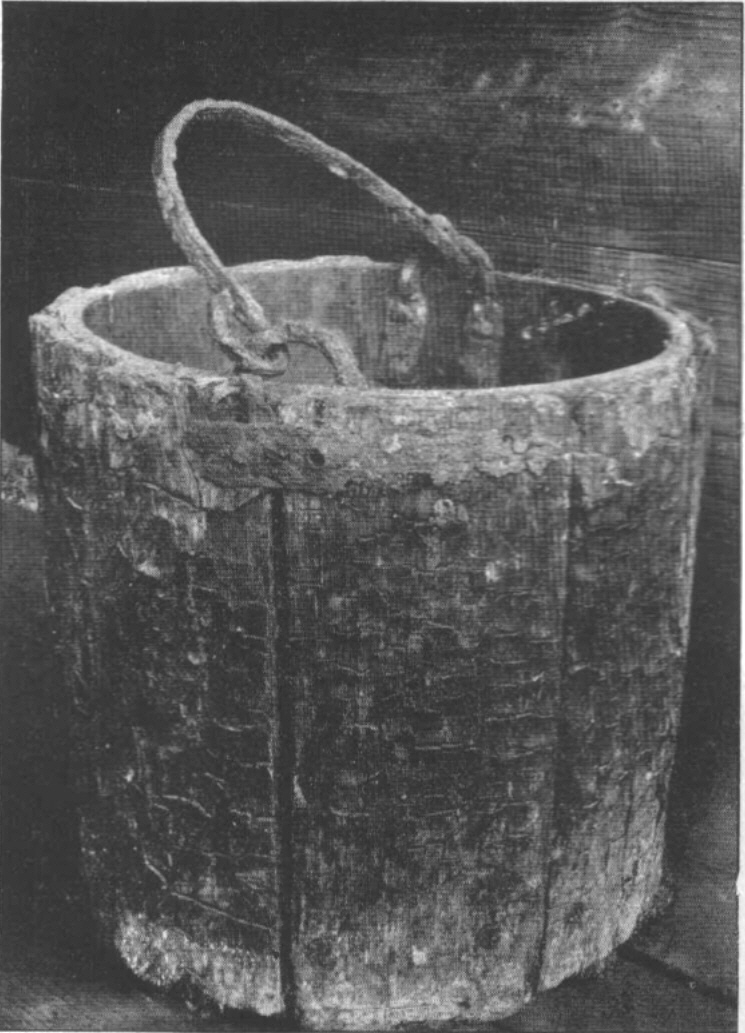
di legno
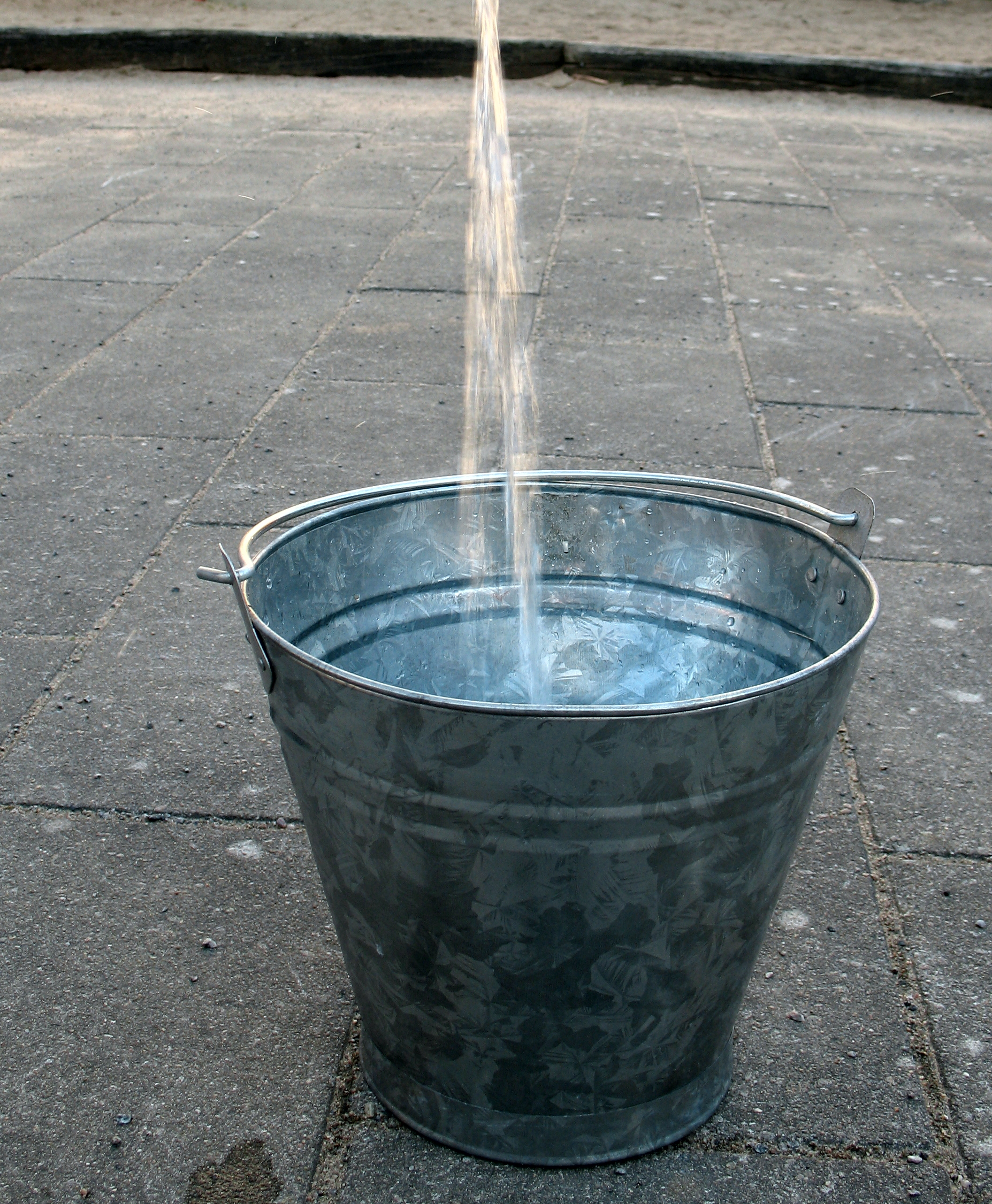
in lamiera zincata